# جوسیسلی فریرا روسا
جوسیسلی فریرا روسا (به پرتغالی: Josiesley Ferreira Rosa) مهاجم اهل برزیل است که در شهر یوبرلاندیا و در تاریخ ۲۱ فوریهٔ ۱۹۷۹ به دنیا آمده‌است.